# 12号科罗拉多州州道
12号科罗拉多州州道（英語：Colorado State Highway 12，SH-12）是美国科罗拉多州山区的一条西北-东南走向的州级公路，全长70.39英里（113.28），北起韋爾法諾縣拉韦塔东北接160号美国国道（US-160），向南穿过圣伊莎贝尔国家森林，进入拉斯阿尼馬斯縣境内后至斯通沃爾加普再折向东，依次经过韋斯頓、塞貢多、扣克戴尔，最后到达本县县治特立尼达接25號州際公路（I-25）。

## 外部连接
维基共享资源上的相關多媒體資源：12号科罗拉多州州道